# Pseudagoliinus oreotragi
Pseudagoliinus oreotragi är en skalbaggsart som beskrevs av S. Endrödi 1978. Pseudagoliinus oreotragi ingår i släktet Pseudagoliinus och familjen Aphodiidae. Inga underarter finns listade i Catalogue of Life.